# Équipe de Roumanie de Coupe Davis
L'équipe de Roumanie de Coupe Davis représente la Roumanie à la Coupe Davis. Elle est placée sous l'égide de la Fédération roumaine de tennis.

## Historique
Créée en 1922, l'équipe de Roumanie de Coupe Davis a été trois fois finaliste de l'épreuve en 1969, 1971, et 1972, à chaque fois contre les États-Unis, sous l'impulsion d'Ilie Năstase et de Ion Țiriac.

## Joueurs de l'équipe
- Marius Copil
- Nicholas David Ionel
- Nicolae Frunza

## Anciens joueurs notables
- Victor Hănescu
- Victor Crivoi
- Andrei Pavel
- Horia Tecău

## Historique des capitanats
- Ciprian Petre Porumb (2012-2013)
- Andrei Pavel (2009-2011, 2013-2017)
- Gabriel Trifu (2018-)